# Orthezia sonorensis
Orthezia sonorensis är en insektsart som beskrevs av Cockerell 1896. Orthezia sonorensis ingår i släktet Orthezia och familjen vaxsköldlöss. Inga underarter finns listade i Catalogue of Life.